# Ensenada de Cueva
Ensenada de Cueva (en inglés: Cave Cove) Cueva Cove es una pequeña ensenada ubicada en Bahía Rey Haakon, en la isla San Pedro, esta ensenada es más conocida como parte de la historia durante la Expedición Imperial Transantártica de Ernest Shackleton. Fue aquí donde el bote James Caird tocó tierra el 10 de mayo de 1916, después de un duro viaje desde la Isla Elefante y se ha erigido un monumento en una pequeña placa alojada sobre una piedra allí. 

Ubicación